# Brüder-Grimm-Schule (Frankfurt am Main)
Die Brüder-Grimm-Schule  ist eine Realschule mit Ganztagsprofil im Stadtteil Ostend von Frankfurt am Main. Sie ist nach den Brüdern Grimm benannt.

## Lage
Unmittelbar in der Nähe der Schule befindet sich der U-Bahnhof Parlamentsplatz.

## Schulangebote
Die Schule ist MINT-freundliche Schule und Umwelt-Schule, des Weiteren findet in Unterrichtsprojekten aktive Suchtprävention statt.
In  AGs können  Schüler ihren Interessen entsprechend Fähigkeiten erwerben und vertiefen:
- Schwimmen
- DELF (= Diplôme d´Etudes en Langue Française) scolaire – international anerkanntes französisches Sprachdiplom
- Schulhundassistenz
- Jugendhilfe des Internationalen Bunds